# Hans Petersson
Hans Petersson (* 24. September 1902 in Bentschen in der damaligen preußischen Provinz Posen; † 9. November 1984 in Münster) war ein deutscher Mathematiker. 

## Leben
Nach dem Abitur studierte Petersson Mathematik und Astronomie an der Universität Hamburg, wo er 1925 bei Erich Hecke promoviert wurde und sich 1929 habilitierte. Zunächst blieb er als Privatdozent in Hamburg. Nach der „Machtergreifung“ der Nationalsozialisten wurde er am 15. Oktober 1933 Mitglied der SA und unterzeichnete am 11. November 1933 das Bekenntnis der deutschen Professoren zu Adolf Hitler. 1936 wurde er außerordentlicher Professor in Hamburg. Petersson trat zum 1. Mai 1937 der NSDAP bei (Mitgliedsnummer 4.176.267). Er übernahm 1939 vertretungsweise einen Lehrstuhl an der Karl-Ferdinands-Universität in Prag. 1941 folgte er einem Ruf an die Reichsuniversität Straßburg, ehe er 1944 nach Hamburg zurückkehrte. 
Dort war er in der Nachkriegszeit zunächst als Diätendozent tätig. Bei der Entnazifizierung machte er glaubhaft, dass er mit seiner SA-Mitgliedschaft seine Ehe mit einer aus dem Judentum stammenden Frau verschleiern wollte. 1953 folgte er einem Ruf an die Westfälische Wilhelms-Universität in Münster, wo er 1970 als Lehrstuhlinhaber emeritiert wurde. Im Jahre 1982 erhielt er die Ehrendoktorwürde der Universität Bielefeld.
Petersson arbeitete hauptsächlich in den Gebieten der Funktionentheorie, der  algebraischen Geometrie und der  analytischen Zahlentheorie.
Nach ihm ist das Petersson-Skalarprodukt benannt, das in der Theorie der Modulformen eine wichtige Rolle spielt. Von ihm stammt auch eine Verallgemeinerung der Ramanujan-Vermutung (Petersson-Ramanujan-Vermutung).
Petersson heiratete 1933 Margarethe, geb. Ehlers (1903–1994) in Hamburg. Aus der Ehe gingen Jörn Petersson (* 1936), em. Professor für Technische Physik an der Universität des Saarlandes, und Holger P. Petersson, em. Professor für Mathematik an der Fernuniversität in Hagen, hervor.